# 渡辺和紀
渡辺 和紀（わたなべ かずのり、1970年5月8日 - ）は、日本の作詞家、作曲家、編曲家。スマイルカンパニー所属。同事務所で作曲家の渡辺未来は双子の弟。

## 提供作品
アイドリング!!!
- 「stay with me」（作詞・作曲・編曲）

浅岡雄也
- 「My graduation」（作曲）
- 「翌檜（あすなろ）」（作曲）

AZU
- 「JEWEL SKY」（作曲）

麻生夏子
- 「Pop step trip!」（編曲）

YeLLOW Generation
- 「Dual」（作曲）

井口裕香
- 「twinkle twinkle...」（作曲・編曲）

=LOVE
- 「虹の素」（編曲）

石井里佳
- 「鎮恋歌」（作曲・編曲）

伊藤かな恵
- 「ビギナードライバー」（作曲・編曲）

上木彩矢
- 「sokubaku LOVE」（作曲・編曲）

宇都宮隆
- 「Peace of mind」（作曲）

AKB48グループ
- AKB48
  - 「さよならクロール」（作曲）
  - 「とっておきクリスマス」（作曲・編曲）
  - 「アボガドじゃねーし・・・」（作曲）

- NMB48
  - 「思わせ光線」（作曲・編曲）

- STU48
  - 「短日植物」（作曲）

X21
- 「エイエン×セツナ」（作曲・編曲）

Every Little Thing
- 「夏色夏夢」（作曲）

KAmiYU
- 「21-CENTURY BOY」（作曲・編曲）

北出菜奈
- 「堕落 」（作曲・編曲）
- 「SUICIDES LOVE STORY」（編曲）
- 「Star Killer 」（編曲）
- 「Innocent world 」（編曲）
- 「嵐の素顔 」（編曲）
- 「ムーンライト伝説 」（編曲）

Cyua
- 「realize -夢の待つ場所- White Hope mix」（編曲）

ClariS
- 「恋磁石」（作詞・作曲・編曲）

寿美菜子
- 「Shiny+」（作曲）

指田郁也
- 「夕焼け高速道路」（編曲）

指原莉乃
- 「それでも好きだよ」（作曲・編曲）

THE SUPER FRUIT
- 「ポップコーンフィーバー」（作曲）

さとう珠緒
- 「TOKYOムーランルージュ」（作曲・編曲）

ジャニーズ事務所関連
- 嵐
  - 「WOW!!」（作詞・作曲・編曲）

- ジャニーズJr.
  - 「gooood」（作詞・作曲）

- V6
  - V6
    - 「DANCE!! ～Make The Party High～」（作曲・編曲）
    - 「MAGMA」（作曲）
    - 「JUNGLE PARTY NIGHT」（作曲・編曲）

  - 20th Century
    - 「Through the blue」（編曲）
    - 「Error」（編曲）

  - Coming Century
    - 「Yo! You!!」（編曲）

島谷ひとみ
- 「Falco-ファルコ-」（作曲）
- 「太陽のワナ」（編曲）

杉山優奈
- 「かまってYO! ね」（作詞・作曲・編曲）

鈴木亜美
- 「Alright!」（作曲）

スターダストプロモーション関連
- 私立恵比寿中学
  - 「揚げろ! エビフライ」（作詞・作曲・編曲）

- 私立輝女学園 音楽部
  - 「輝Together」（作詞・作曲・編曲）

- 3B junior
  - 「Chocolate Burning」（作詞・作曲・編曲）
  - 「GLORY DAYS」（作曲・編曲）

- いぎなり東北産
  - 「おのぼりガール」（作詞・作曲・編曲）

- アメフラっシ
  - 「Dark Face」（作詞・作曲・編曲）

スフィア
- 「LET・ME・DO!!」（編曲）
- 「本当だから困るんだ」（作曲・編曲）
- 「SPHERE-ISM」（作曲・編曲）
- 「Life is Wonder!!」（作曲・編曲）

田原俊彦
- 「今夜はギリギリ」（作詞・作曲・編曲）

田村ゆかり
- 「ラブサイン」（作曲・編曲）
- 「アンジュ・パッセ」（作曲・編曲）
- 「砂落ちる水の宮殿」（作曲・編曲）
- 「めろ〜んのテーマ 〜ゆかり王国国歌〜」（編曲）

茅原実里
- 「Planet patrol」（作曲・編曲・ギター）
- 「サクラピアス」（作曲・編曲）

つばきファクトリー
- 「シークレットサマー」（作曲・編曲）

Do As Infinity
- 「JIDAISHIN」（作詞・作曲）

東京女子流
- 「ちいさな奇跡」（作曲）

Doll☆Elements
- 「Deep」（共作詞・作曲・編曲）（作詞はフルカワナルミと共作）

中川翔子
- 「Shiny GATE」（共作詞・作曲）（作詞はShihomiと共作）

中原麻衣
- 「Sweet Madrigal」（編曲）
- 「my starry boy」（編曲）
- 「ぐるぐる」（作詞・作曲・編曲）

野中藍
- 「ひとりぼっち」（編曲）

バクステ外神田一丁目
- 「美少女黙示録」（作曲）

日笠陽子
- 「ENVY DICE」（編曲）
- 「BALLOON」（編曲）

ひふみかおり
- 「mothers」（作曲）
- 「next page」（作曲・編曲）
- 「Be pure b cool」（編曲）

ベッド・イン
- 「GO TO HELL...!」（作曲・編曲）
- 「離れていても…」（作曲・編曲）
- 「あゝ無情」（編曲）
- 「CHA-CHA-CHA」（編曲）
- 「目を閉じておいでよ feat.マキタスポーツ」（編曲）
- 「君たちキウイ・パパイア・マンゴーだね。」（編曲）
- 「Sexy Music」（編曲）
- 「We Are "BED・IN"」（作曲・編曲／作曲はベッド・イン＆渡辺未来、編曲は渡辺未来との共作）
- 「Everybody 無敵!」（作曲・編曲／作曲はベッド・イン＆渡辺未来、編曲は渡辺未来との共作）
- 「メチャギラ★乙女～今しかねぇ!～」（作曲・編曲）

風男塾
- 「MOVE」（作曲）

BOYSTYLE
- 「Brandnew myself」（作曲）
- 「ココロのちず」（作曲）

ポンバシwktkメイツ
- 「勇気色センセーション」(作曲)

前田敦子
- 「壊れたシグナル」（編曲）
- 「コンタクトレンズ」（作曲・編曲）

宮本佳林
- 「バンビーナ・バンビーノ」（作曲）
- 「キケンな魔法」（作曲）

May'n
- 「DOLCE」（作曲）

夢みるアドレセンス
- 「フォトシンテシス」（編曲）

YGA
- 「BIN-KAN。VANILLA」（作曲）

渡辺麻友
- 「恋を踏んじゃった」（作曲）

### アニメ・ゲームソング
Animelo Summer Live
- 「ハジマレ, THE GATE!!」（作曲・編曲）

THE UNLIMITED 兵部京介
- 「Realize Mission」（作曲・編曲）

えむえむっ!
- 「ハレルヤ♡スタディ」（作曲・編曲）

機動戦士ガンダムAGE
- 「PRIDE OF WHITE」（編曲）

境界の彼方
- 「AS IT IS」（作曲・編曲）
- 「CAGE FOR LOVE」（作曲・編曲）

金色のコルダ
- 「君のすべてを」（作曲・編曲）

グラスリップ
- 「あなただけを」（作曲・編曲）

黒子のバスケ
- 「エース様に万歳」（編曲）
- 「NEVER LOOK BACK」（作曲・編曲）
- 「Way to Victory」（作曲・編曲）

健全ロボ ダイミダラー
- 「ペンギン☆グルーミング」（作曲・編曲）

真・三國無双7
- 「Red Passion」（編曲）
- 「PUNISH YOU」（作曲・編曲）

戦国無双 Chronicle 2nd
- 「物申す」（作曲・編曲）

TARI TARI
- 「潮風のハーモニー」（編曲）

ダンガンロンパ 希望の学園と絶望の高校生 The Animation
- 「モノクマおんど」（作曲・編曲）

To LOVEる-とらぶる-ダークネス
- 「恋のL♡VE♂L♡VE♀大発明!」（作曲・編曲）

ドリフェス!
- 「グローリーストーリー」（編曲）
- 「あなたの瞳で踊らせて」（作曲・編曲）
- 「Special YELL!」（作曲・編曲）

ニセコイ
- 「Heart Pattern」（編曲）
- 「ブルースケジュール」（編曲）
- 「Sleep zzz…」（編曲）

長門有希ちゃんの消失
- 「フレ降レミライ」（編曲）
- 「ふわふわナカマでよろしくね」（作曲・編曲）

ノブナガ・ザ・フール
- 「YOU’RE MY ONLY FATE」（作曲・編曲）

八犬伝 -東方八犬異聞-
- 「Walk Together」（作曲・編曲）

ハヤテのごとく!
- 「春ULALA♥LOVEよ来い!!!」（作曲）

HUNTER×HUNTER
- 「美食ハンター」（作詞・作曲・編曲）

響け!ユーフォニアム
- 「Hyper tune♪」（作曲・編曲）

Free!
- 「JOY」（編曲）

pop'n music
- 「昇りつめるの」（編曲)

魔法科高校の劣等生
- 「純愛エンドレス」（作曲）

ラブライブ!
- 「Mermaid festa vol.1」（編曲）
- 「COLORFUL VOICE」（作曲・編曲）
- 「夏、終わらないで。」（作曲・編曲）
- 「小夜啼鳥恋詩（ナイチンゲールラブソング）」（作曲・編曲）
- 「好きですが好きですか?」（作曲・編曲）
- 「そして最後のページには」（作曲・編曲）
- 「同じ星が見たい」（作曲・編曲）
- 「錯覚CROSSROADS」（編曲）

ラブライブ!サンシャイン!!
- 「Aqours☆HEROES」（作曲・編曲）
- 「恋になりたいAQUARIUM」（編曲）
- 「未熟DREAMER」（作曲・編曲）
- 「P.S.の向こう側」 （編曲）
- 「Shadow gate to love」（作曲・編曲）
- 「君の瞳を巡る冒険」 （作曲・編曲）

アイドリッシュセブン
- 「Dancing∞BEAT!!」（作曲・編曲）

CITRUS
- 「Dear Teardrop」（作曲・編曲）